# Inishark
Inishark o Inishshark (Inis Airc in gaelico irlandese) è una piccola isola al largo delle coste della contea irlandese di Galway.

## Geografia

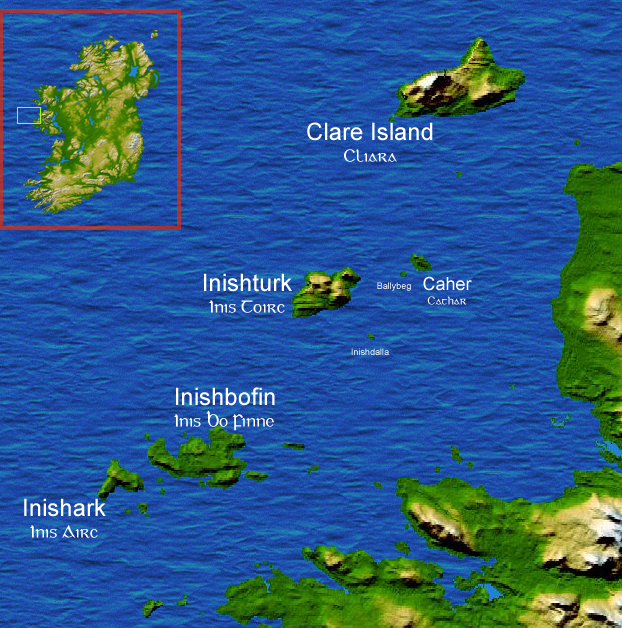
Mappa tridimensionale: Inishark è la prima in basso a sinistra

L'isola è collocata a sud-ovest della vicina Inishbofin. Come Inishbofin, Inishark è composta quasi per intero da rocce Siluriane. Il suo punto più alto raggiunge i 96.6 m s.l.m.

## Storia
Oggi disabitata, gli ultimi 23 abitanti di questa all'epoca comunità isolata di agricoltori e pescatori, furono evacuati durante gli anni sessanta. Gli isolani erano stati impossibilitati nei contatti con la terraferma irlandese durante gran parte dei mesi invernali, con notevoli disagi, e questo portò il governo irlandese del tempo ad optare per l'evacuazione forzata della popolazione (assai esigua) sulla costa irlandese o nelle isole vicine, piuttosto che attrezzare Inishark di un costoso attracco nuovo.

### Demografia
La tabella che segue riporta dati sulla popolazione dell'isola tratti dal libro Discover the Islands of Ireland (Alex Ritsema, Collins Press, 1999) e dai censimenti irlandesi. I dati censuari in Irlanda prima del 1841 non sono considerati completi e/o sufficientemente affidabili.
| 1841 | 1851 | 1901 | 1951 | 1996 | 2002 | 2006 | 2011 |
| ---- | ---- | ---- | ---- | ---- | ---- | ---- | ---- |
| 208  | 138  | 129  | 100  | 0    | 0    | 0    | 0    |